# Juliano Fernandes
Juliano Augusto Fernandes  (Guiné-Bissau, 24 de outubro de 1959) é um político guineense e antigo Ministro da Guiné-Bissau.

## Biografia
Mestre em ciências jurídicas pela Faculdade de Direito da Universidade de Lisboa e e Professor de Direito na Faculdade de Direito de Bissau. Advogado de profissão e membro da direção de ordem de advogados, Vice-presidente da ONG Pro-cidadania. Consultor independente e especialista em matéria jurídica, tendo feito trabalhos de consultorias para diversas instituições nacionais e internacionais. Coordenou o programa de Acesso à Justiça, financiado pelo PNUD. Foi Ministro Conselheiro jurídico e político do Presidente Kumba Yalá e posteriormente ministro da Comunicação Social (2003). Procurador-Geral da República (1993/94). Membro fundador de Assembleia do Povo Unido – Partido Democrático da Guiné-Bissau, onde ocupa a função do Secretário-geral.